# Allendorf (Eder)
Allendorf is een gemeente in de Duitse deelstaat Hessen, en maakt deel uit van de Landkreis Waldeck-Frankenberg.
Allendorf (Eder) telt 5.628 inwoners.
In Allendorf is het van oorsprong Beierse bedrijf Viessmann gevestigd. Viessmann is een internationaal bedrijf, dat producten in de verwarmingsbranche fabriceert. In 2020 behaalde het bedrijf een omzet van 2,8 miljard euro.
Allendorf (Eder) ·
Bad Arolsen ·
Bad Wildungen ·
Battenberg (Eder) ·
Bromskirchen ·
Burgwald ·
Diemelsee ·
Diemelstadt ·
Edertal ·
Frankenau ·
Frankenberg (Eder) ·
Gemünden (Wohra) ·
Haina (Kloster) ·
Hatzfeld (Eder) ·
Korbach ·
Lichtenfels ·
Rosenthal ·
Twistetal ·
Vöhl ·
Volkmarsen ·
Waldeck ·
Willingen (Upland)